# Championnat de Grande-Bretagne de Formule 3 2012
Navigation
2011 2013
Le Championnat de Grande-Bretagne de Formule 3 2012 est la 61e saison du Championnat Britannique de Formule 3.
Le championnat se dispute sur des courses jumelées avec le Championnat d'Europe de Formule 3 2012 (sur certaines épreuves du championnat), la course du Norisring fait également partie du Championnat de Formule 3 Euro Series.
Il est remporté par le britannique Jack Harvey de l'équipe Carlin.

## Repères de début de saison
- Cette année, quelques meetings ont lieu en support des Blancpain Endurance Series.
- Certains meetings font partie du Championnat d'Europe de F3 de la FIA.
- Le nombre d'engagés a diminué par rapport à ceux de l'année dernière, cependant, certaines équipes continuent à aligner plus de trois monoplaces.

## Règlementation
Les règlements techniques et sportifs de l'année précédente sont conservés mis à part le système de point de la course sprint de 20 minutes qui rapportait auparavant moins de point que les deux autres. Désormais le même nombre de points sera attribué à chaque course.
Distribution des points
| Position | 1er | 2e | 3e | 4e | 5e | 6e | 7e | 8e | 9e | 10e |
| -------- | --- | -- | -- | -- | -- | -- | -- | -- | -- | --- |
| Points   | 20  | 15 | 12 | 10 | 8  | 6  | 4  | 3  | 2  | 1   |

Titres
- Championnat pilotes F3
- Championnat équipes F3 Britannique
- Championnat pilotes F3 Britannique - Classe Nationale (débutants avec anciens modèles de châssis)

## Pilotes et monoplaces
Les numéros affichées ici sont les numéros de course habituels de la F3 Britannique. Passez le curseur sur les numéros pour voir les numéros attribués pendant les manches du Norisring.
| Équipe                 | Voiture                       | No. | Pilote                 | Cat. | Manches |
| ---------------------- | ----------------------------- | --- | ---------------------- | ---- | ------- |
| Carlin                 | Dallara F312 Volkswagen       | 1   | Jack Harvey            | Int  | toutes  |
| Carlin                 | Dallara F312 Volkswagen       | 2   | Pietro Fantin          | Int  | toutes  |
| Carlin                 | Dallara F312 Volkswagen       | 11  | William Buller         | Inv  | 6       |
| Carlin                 | Dallara F312 Volkswagen       | 21  | Harry Tincknell        | Int  | toutes  |
| Carlin                 | Dallara F312 Volkswagen       | 22  | Jazeman Jaafar         | Int  | toutes  |
| Carlin                 | Dallara F312 Volkswagen       | 31  | Carlos Sainz Jr.       | Int  | 1–9     |
| Carlin                 | Dallara F312 Volkswagen       | 71  | Richard Bradley        | Inv  | 7       |
| Fortec Motorsports     | Dallara F312 Mercedes/HWA     | 3   | Pipo Derani            | Int  | toutes  |
| Fortec Motorsports     | Dallara F312 Mercedes/HWA     | 4   | Félix Serrallés        | Int  | toutes  |
| Fortec Motorsports     | Dallara F312 Mercedes/HWA     | 23  | Hannes van Asseldonk   | Int  | toutes  |
| Fortec Motorsports     | Dallara F312 Mercedes/HWA     | 36  | Alex Lynn              | Int  | toutes  |
| GU-Racing              | Dallara F312 Mercedes/HWA     | 10  | Philip Ellis           | Inv  | 6       |
| ThreeBond with T-Sport | Dallara F312 Nissan/ThreeBond | 12  | Nick McBride           | Int  | toutes  |
| ThreeBond with T-Sport | Dallara F311 Honda/Mugen      | 42  | Spike Goddard          | R    | toutes  |
| ThreeBond with T-Sport | Dallara F311 Honda/Mugen      | 44  | Pedro Pablo Calbimonte | R    | 7–10    |
| Double R Racing        | Dallara F312 Mercedes/HWA     | 26  | Geoff Uhrhane          | Int  | Toutes  |
| Double R Racing        | Dallara F312 Mercedes/HWA     | 27  | Fahmi Ilyas            | Int  | 1–8     |
| Double R Racing        | Dallara F312 Mercedes/HWA     | 32  | Rupert Svendsen-Cook   | Int  | 9–10    |
| Double R Racing        | Dallara F309 Honda/Mugen      | 77  | Duvashen Padayachee    | R    | toutes  |
| CF Racing              | Dallara F311 Honda/Mugen      | 43  | Adderly Fong           | R    | 5, 7–8  |
| CF Racing              | Dallara F311 Honda/Mugen      | 43  | Hywel Lloyd            | R    | 10      |
| Mücke Motorsport       | Dallara F312 Mercedes/HWA     | 85  | Felix Rosenqvist       | Inv  | 3, 6–7  |
| Mücke Motorsport       | Dallara F312 Mercedes/HWA     | 86  | Pascal Wehrlein        | Inv  | 3, 6–7  |
| Jo Zeller Racing       | Dallara F312 Mercedes/HWA     | 90  | Andrea Roda            | Inv  | 3, 6–7  |
| Jo Zeller Racing       | Dallara F308 Mercedes/HWA     | 91  | Sandro Zeller          | Inv  | 3, 6–7  |
| ma-con Motorsport      | Dallara F312 Volkswagen       | 92  | Emil Bernstorff        | Inv  | 3, 6–7  |
| ma-con Motorsport      | Dallara F312 Volkswagen       | 93  | Tom Blomqvist          | Inv  | 3, 6–7  |
| URD Rennsport          | Dallara F312 Mercedes/HWA     | 94  | Lucas Wolf             | Inv  | 6–7     |
| Angola Racing Team     | Dallara F312 Mercedes/HWA     | 95  | Luís Sá Silva          | Inv  | 6–7     |
| Prema Powerteam        | Dallara F312 Mercedes/HWA     | 96  | Daniel Juncadella      | Inv  | 3, 6–7  |
| Prema Powerteam        | Dallara F312 Mercedes/HWA     | 97  | Sven Müller            | Inv  | 3, 6–7  |
| Prema Powerteam        | Dallara F312 Mercedes/HWA     | 98  | Michael Lewis          | Inv  | 3, 6–7  |
| Prema Powerteam        | Dallara F312 Mercedes/HWA     | 99  | Raffaele Marciello     | Inv  | 3, 6–7  |

| Icône | Catégorie         |
| ----- | ----------------- |
| Int   | International     |
| R     | Rookie (débutant) |
| Inv   | Invitation        |

## Déroulement de la saison et faits marquants du championnat

### Manches d'Oulton Park
La première course a été remportée par Jack Harvey, la deuxième par Pipo Derani et la troisième par Felix Serralles.

### Manches de Monza
Le deuxième meeting, à Monza a vu la victoire de Carlos Sainz Jr dans les courses 1 et 3 et de Felix Serralles dans la course 2.

### Grand Prix de Pau

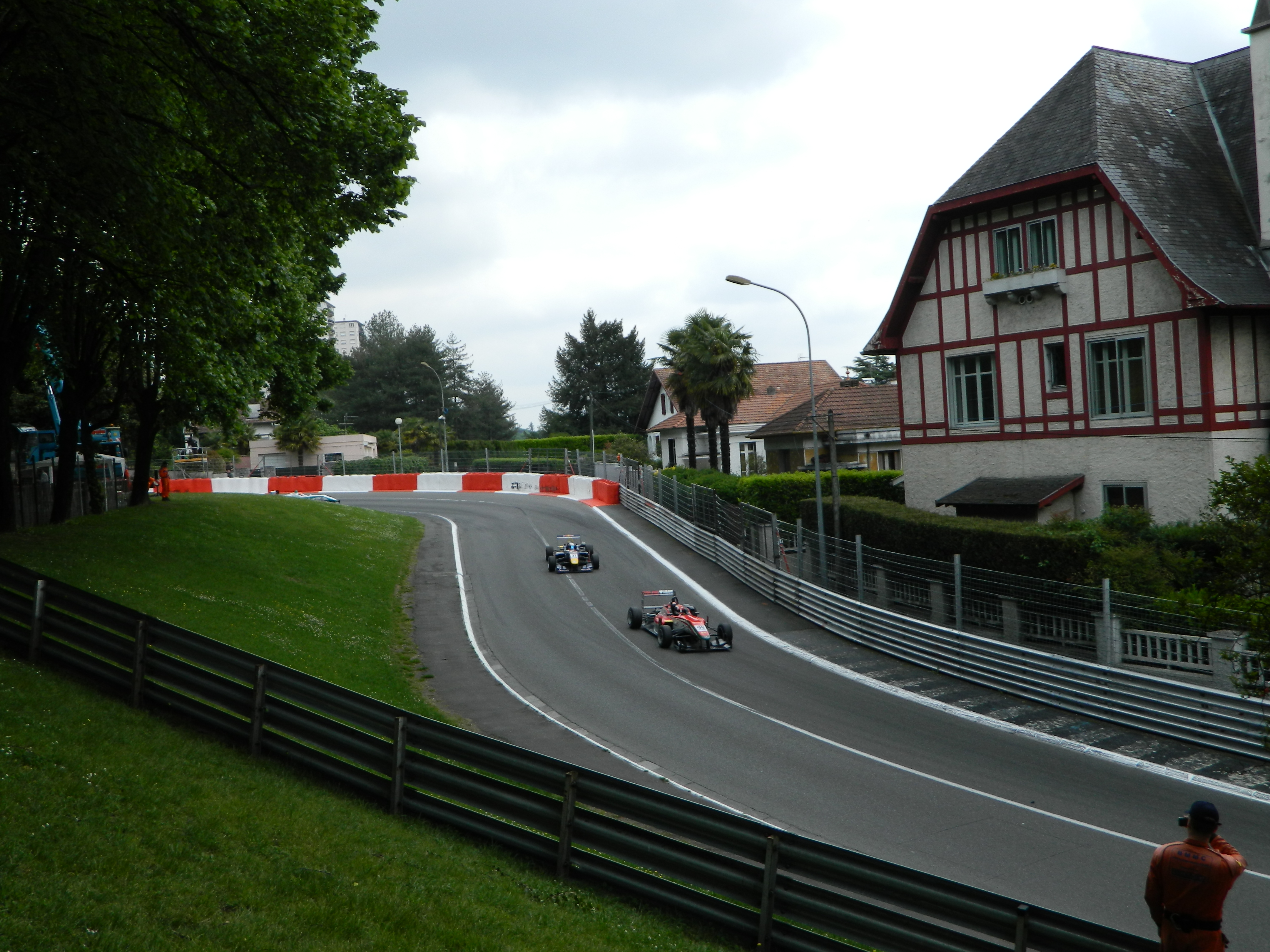
Raffaele Marciello, ici devant Carlos Sainz Jr., remporte les deux courses du Grand Prix automobile de Pau 2012.

Auteur de la pole position, Raffaele Marciello s’impose lors de la première course de Formule 3 du week-end après avoir fait cavalier seul du départ à l’arrivée et signé au passage le meilleur tour en course.
Le pilote italien de l’écurie Prema Powerteam a pris un excellent départ qui lui a permis de contenir son équiper Daniel Juncadella. Puis, il a peu à peu creusé l’écart pour finalement franchir la ligne d’arrivée en vainqueur avec 6 s 734 d’avance sur le Malaisien Jazeman Jaafar et 8 s 057 sur le Britannique Alex Lynn.
Un accrochage, survenu dans le neuvième tour dans l'épingle du Lycée, a vu Daniel Juncadella et Pascal Wehrlein perdre respectivement la seconde et troisième place du classement.
Carlos Sainz Jr. (leader du championnat britannique), parti de la huitième place sur la grille, se classe finalement sixième sans avoir été en mesure de dépasser le Britannique Jack Harvey.
Lors de la deuxième course, Marciello a conservé l'avantage de sa pole position au départ devant Sainz Jr, Jaafar et Juncadella. L'Italien a ensuite creusé rapidement l'écart au rythme de six dixièmes au tour, laissant à bonne distance ses poursuivants se disputer les accessits. À mi-course, le pilote de Prema Powerteam compte onze secondes d'avance et continue à accroître son avantage devant Sainz.
Juste derrière, Jaafar rencontre de plus en plus de difficulté à contenir Juncadella. Mais le Malaisien réussit à conserver la troisième place jusqu'à l'arrivée. En tête depuis le départ, auteur des deux poles, des deux meilleurs tours en course, et vainqueur de la première course du week-end, Marciello franchit la ligne d'arrivée les poings levés.
Il remporte le 71e Grand Prix de Pau et succède à ses compatriotes tels que Tazio Nuvolari ou encore Alberto Ascari.

## Calendrier de la saison 2012
Les épreuves de la F3 britannique sont en lever de rideau du Championnat GT Britannique ou des Blancpain Endurance Series, en plus de l'épreuve du Norisring qui est disputée par deux championnats (britannique et Euro Series) tout en conservant les règles du championnat hôte (l'Euro Serie).
Les Masters de Zandvoort ne figurent pas dans le calendrier du championnat, en revanche, quelques pilotes du championnat y participent.
| Manche | Manche | Date         | Événement               | Champ. | Circuit                      | Lieu             | Pays       |
| ------ | ------ | ------------ | ----------------------- | ------ | ---------------------------- | ---------------- | ---------- |
| 1      | C1     | 7 avril      | British GT Oulton Park  |        | Oulton Park                  | Little Budworth  | Angleterre |
| 1      | C2     | 7 avril      | British GT Oulton Park  |        | Oulton Park                  | Little Budworth  | Angleterre |
| 1      | C3     | 7 avril      | British GT Oulton Park  |        | Oulton Park                  | Little Budworth  | Angleterre |
| 1      | C1     | 14 avril     | BES 3H Monza            |        | Autodromo Nazionale di Monza | Monza            | Italie     |
| 1      | C2     | 15 avril     | BES 3H Monza            |        | Autodromo Nazionale di Monza | Monza            | Italie     |
| 1      | C3     | 15 avril     | BES 3H Monza            |        | Autodromo Nazionale di Monza | Monza            | Italie     |
| 3      | C1     | 12 mai       | Grand Prix de Pau       | FIA    | Circuit de Pau-Ville         | Pau              | France     |
| 3      | GP     | 13 mai       | Grand Prix de Pau       | FIA    | Circuit de Pau-Ville         | Pau              | France     |
| 4      | C1     | 9 juin       | British GT Rockingham   |        | Rockingham Motor Speedway    | Rockingham       | Angleterre |
| 4      | C2     | 10 juin      | British GT Rockingham   |        | Rockingham Motor Speedway    | Rockingham       | Angleterre |
| 4      | C3     | 10 juin      | British GT Rockingham   |        | Rockingham Motor Speedway    | Rockingham       | Angleterre |
| 5      | C1     | 23 juin      | British GT Brands Hatch |        | Circuit de Brands Hatch      | Longfield        | Angleterre |
| 5      | C2     | 24 juin      | British GT Brands Hatch |        | Circuit de Brands Hatch      | Longfield        | Angleterre |
| 5      | C3     | 24 juin      | British GT Brands Hatch |        | Circuit de Brands Hatch      | Longfield        | Angleterre |
| 6      | C1     | 30 juin      | DTM Norisring           | FIA ES | Norisring                    | Nuremberg        | Allemagne  |
| 6      | C2     | 30 juin      | DTM Norisring           | FIA ES | Norisring                    | Nuremberg        | Allemagne  |
| 6      | C3     | 1er juillet  | DTM Norisring           | FIA ES | Norisring                    | Nuremberg        | Allemagne  |
| 7      | C1     | 27 juillet   | BES 24 Heures de Spa    | FIA    | Circuit de Spa-Francorchamps | Francorchamps    | Belgique   |
| 7      | C2     | 27 juillet   | BES 24 Heures de Spa    | FIA    | Circuit de Spa-Francorchamps | Francorchamps    | Belgique   |
| 7      | C3     | 28 juillet   | BES 24 Heures de Spa    | FIA    | Circuit de Spa-Francorchamps | Francorchamps    | Belgique   |
| 8      | C1     | 4 août       | British GT Snetterton   |        | Circuit de Snetterton        | Snetterton       | Angleterre |
| 8      | C2     | 5 août       | British GT Snetterton   |        | Circuit de Snetterton        | Snetterton       | Angleterre |
| 8      | C3     | 5 août       | British GT Snetterton   |        | Circuit de Snetterton        | Snetterton       | Angleterre |
| 9      | C1     | 8 septembre  | British GT Silverstone  |        | Circuit de Silverstone       | Silverstone      | Angleterre |
| 9      | C2     | 9 septembre  | British GT Silverstone  |        | Circuit de Silverstone       | Silverstone      | Angleterre |
| 9      | C3     | 9 septembre  | British GT Silverstone  |        | Circuit de Silverstone       | Silverstone      | Angleterre |
| 10     | C1     | 29 septembre | British GT Donington    |        | Donington Park               | Castle Donington | Angleterre |
| 10     | C2     | 30 septembre | British GT Donington    |        | Donington Park               | Castle Donington | Angleterre |
| 10     | C3     | 30 septembre | British GT Donington    |        | Donington Park               | Castle Donington | Angleterre |

| Icone | Championnat jumelé                          |
| ----- | ------------------------------------------- |
| FIA   | Championnat d'Europe de Formule 3 de la FIA |
| ES    | Formule 3 Euro Series                       |

Course hors championnat
| Manche | Date       | Événement            | Circuit              | Lieu      | Pays     |
| ------ | ---------- | -------------------- | -------------------- | --------- | -------- |
| HC     | 15 juillet | Masters de Formule 3 | Circuit de Zandvoort | Zandvoort | Pays-Bas |

## Résultats
| Manche | Manche | Meeting                       | Pole position                  | Meilleur tour                  | Pilote vainqueur               | Équipe gagnante                | Débutant gagnant               |
| ------ | ------ | ----------------------------- | ------------------------------ | ------------------------------ | ------------------------------ | ------------------------------ | ------------------------------ |
| 1      | C1     | BGT Oulton Park               | Jack Harvey                    | Hannes van Asseldonk           | Jack Harvey                    | Carlin                         | Spike Goddard                  |
| 1      | C2     | BGT Oulton Park               |                                | Pipo Derani                    | Pipo Derani                    | Fortec Motorsports             | Spike Goddard                  |
| 1      | C3     | BGT Oulton Park               | Jack Harvey                    | Felix Serralles                | Felix Serralles                | Fortec Motorsports             | Spike Goddard                  |
| 2      | C1     | BES 3H Monza                  | Felix Serralles                | Alex Lynn                      | Carlos Sainz Jr.               | Carlin                         | Spike Goddard                  |
| 2      | C2     | BES 3H Monza                  |                                | Felix Serralles                | Felix Serralles                | Fortec Motorsports             | Duvashen Padayachee            |
| 2      | C3     | BES 3H Monza                  | Carlos Sainz Jr.               | Carlos Sainz Jr.               | Carlos Sainz Jr.               | Carlin                         | Spike Goddard                  |
| 3      | C1     | Grand Prix de Pau (Résultats) | Raffaele Marciello             | Jazeman Jaafar                 | Raffaele Marciello             | Prema Powerteam                | Spike Goddard                  |
| 3      | GP     | Grand Prix de Pau (Résultats) | Raffaele Marciello             | Pipo Derani                    | Raffaele Marciello             | Prema Powerteam                | Sandro Zeller                  |
| 4      | C1     | BGT Rockingham                | Jack Harvey                    | Hannes van Asseldonk           | Jazeman Jaafar                 | Carlin                         | Spike Goddard                  |
| 4      | C2     | BGT Rockingham                |                                | Pietro Fantin                  | Harry Tincknell                | Carlin                         | Duvashen Padayachee            |
| 4      | C3     | BGT Rockingham                | Jack Harvey                    | Jack Harvey                    | Jack Harvey                    | Carlin                         | Duvashen Padayachee            |
| 5      | C1     | BGT Brands Hatch              | Jack Harvey                    | Jazeman Jaafar                 | Jack Harvey                    | Carlin                         | Adderly Fong                   |
| 5      | C2     | BGT Brands Hatch              |                                | Harry Tincknell                | Pipo Derani                    | Fortec Motorsports             | Adderly Fong                   |
| 5      | C3     | BGT Brands Hatch              | Jack Harvey                    | Jack Harvey                    | Jack Harvey                    | Carlin                         | Adderly Fong                   |
| 6      | C1     | DTM Norisring                 | Raffaele Marciello             | Jack Harvey                    | Pas de Vainqueur (*)           | Pas de Vainqueur (*)           | Sandro Zeller                  |
| 6      | C2     | DTM Norisring                 |                                | Felix Serralles                | Harry Tincknell                | Carlin                         | Sandro Zeller                  |
| 6      | C3     | DTM Norisring                 | Pascal Wehrlein                | Hannes van Asseldonk           | Raffaele Marciello             | Prema Powerteam                | Spike Goddard                  |
| 7      | C1     | BES 24 Heures de Spa          | Felix Serralles                | Felix Serralles                | Felix Serralles                | Fortec Motorsports             | Sandro Zeller                  |
| 7      | C2     | BES 24 Heures de Spa          | Course annulée (fortes pluies) | Course annulée (fortes pluies) | Course annulée (fortes pluies) | Course annulée (fortes pluies) | Course annulée (fortes pluies) |
| 7      | C3     | BES 24 Heures de Spa          | Felix Serralles                | Carlos Sainz Jr.               | Carlos Sainz Jr.               | Carlin                         | Adderly Fong                   |
| 8      | C1     | BGT Snetterton                | Jack Harvey                    | Jack Harvey                    | Jack Harvey                    | Carlin                         | Adderly Fong                   |
| 8      | C2     | BGT Snetterton                |                                | Jazeman Jaafar                 | Harry Tincknell                | Carlin                         | Adderly Fong                   |
| 8      | C3     | BGT Snetterton                | Jack Harvey                    | Jack Harvey                    | Carlos Sainz Jr.               | Carlin                         | Adderly Fong                   |
| 9      | C1     | BGT Silverstone               | Alex Lynn                      | Alex Lynn                      | Jazeman Jaafar                 | Carlin                         | Spike Goddard                  |
| 9      | C2     | BGT Silverstone               |                                | Pietro Fantin                  | Félix Serrallés                | Fortec Motorsports             | Duvashen Padayachee            |
| 9      | C3     | BGT Silverstone               | Alex Lynn                      | Alex Lynn                      | Alex Lynn                      | Fortec Motorsports             | Spike Goddard                  |
| 10     | C1     | BGT Donington                 | Jack Harvey                    | Alex Lynn                      | Jack Harvey                    | Carlin                         | Hywel Lloyd                    |
| 10     | C2     | BGT Donington                 |                                | Pietro Fantin                  | Harry Tincknell                | Carlin                         | Hywel Lloyd                    |
| 10     | C3     | BGT Donington                 | Jack Harvey                    | Alex Lynn                      | Jack Harvey                    | Carlin                         | Hywel Lloyd                    |

(*) À la suite de l'exclusion de Daniel Juncadella, la victoire n'a finalement pas été attribuée au second.
Course hors championnat
| Manche | Meeting              | Pole position     | Meilleur tour     | Pilote vainqueur  | Équipe gagnante | Résultats |
| ------ | -------------------- | ----------------- | ----------------- | ----------------- | --------------- | --------- |
| HC     | Masters de Formule 3 | Daniel Juncadella | Daniel Juncadella | Daniel Juncadella | Prema Powerteam | Résultats |

## Classement saison 2012
| Pos.                                   | Pilote                 | OUL                | OUL                | OUL                | MNZ                | MNZ                | MNZ                | PAU                | PAU                | ROC                | ROC                | ROC                | BRH                | BRH                | BRH                | NOR                | NOR                | NOR                | SPA                | SPA                | SPA                | SNE                | SNE                | SNE                | SIL                | SIL                | SIL                | DON                | DON                | DON                | Pts.               |
| Classe championnat                     | Classe championnat     | Classe championnat | Classe championnat | Classe championnat | Classe championnat | Classe championnat | Classe championnat | Classe championnat | Classe championnat | Classe championnat | Classe championnat | Classe championnat | Classe championnat | Classe championnat | Classe championnat | Classe championnat | Classe championnat | Classe championnat | Classe championnat | Classe championnat | Classe championnat | Classe championnat | Classe championnat | Classe championnat | Classe championnat | Classe championnat | Classe championnat | Classe championnat | Classe championnat | Classe championnat | Classe championnat |
| -------------------------------------- | ---------------------- | ------------------ | ------------------ | ------------------ | ------------------ | ------------------ | ------------------ | ------------------ | ------------------ | ------------------ | ------------------ | ------------------ | ------------------ | ------------------ | ------------------ | ------------------ | ------------------ | ------------------ | ------------------ | ------------------ | ------------------ | ------------------ | ------------------ | ------------------ | ------------------ | ------------------ | ------------------ | ------------------ | ------------------ | ------------------ | ------------------ |
| 1                                      | Jack Harvey            | 1                  | 6                  | 2                  | 7                  | 2                  | 8                  | 5                  | 8                  | 5                  | 3                  | 1                  | 1                  | 9                  | 1                  | 14                 | 7                  | Ret                | 4                  | C                  | 6                  | 1                  | 4                  | 3                  | 8                  | 2                  | 8                  | 1                  | 6                  | 1                  | 319                |
| 2                                      | Jazeman Jaafar         | 2                  | 3                  | 5                  | 3                  | 5                  | 4                  | 2                  | 3                  | 1                  | 6                  | 4                  | 2                  | 6                  | 2                  | 18                 | 14                 | Ret                | 5                  | C                  | 4                  | 7                  | 2                  | 5                  | 1                  | 3                  | 2                  | 2                  | Ret                | 3                  | 306                |
| 3                                      | Félix Serrallés        | 7                  | 7                  | 1                  | 10                 | 1                  | 2                  | 8                  | 19                 | 3                  | 4                  | 6                  | 6                  | 2                  | 9                  | 5                  | 2                  | 3                  | 1                  | C                  | 3                  | 2                  | 6                  | 2                  | 7                  | 1                  | 7                  | 4                  | 4                  | 8                  | 299                |
| 4                                      | Alex Lynn              | 5                  | Ret                | 6                  | 5                  | 7                  | 3                  | 3                  | 7                  | 2                  | 7                  | 2                  | 3                  | 8                  | 4                  | 19                 | 9                  | 9                  | 6                  | C                  | 11                 | 3                  | 5                  | 4                  | 4                  | 6                  | 1                  | 3                  | Ret                | 2                  | 253                |
| 5                                      | Harry Tincknell        | 4                  | 4                  | 3                  | Ret                | 9                  | 6                  | 7                  | Ret                | 7                  | 1                  | Ret                | 5                  | 15                 | 3                  | 8                  | 1                  | 10                 | 13                 | C                  | 9                  | 12                 | 1                  | 7                  | 3                  | 13                 | 3                  | 8                  | 1                  | 4                  | 226                |
| 6                                      | Carlos Sainz Jr.       | 3                  | 5                  | 4                  | 1                  | 8                  | 1                  | 6                  | 2                  | 10                 | 12                 | 3                  | 4                  | 4                  | Ret                | Ret                | 25                 | 19                 | 3                  | C                  | 1                  | Ret                | 11                 | 1                  | 2                  | 7                  | 5                  |                    |                    |                    | 224                |
| 7                                      | Pietro Fantin          | 8                  | 2                  | 7                  | 6                  | 3                  | Ret                | 14                 | 12                 | 6                  | 2                  | 9                  | 8                  | 3                  | 5                  | 4                  | 8                  | 6                  | 16                 | C                  | 19                 | NC                 | 8                  | 9                  | 5                  | 4                  | 6                  | 6                  | 3                  | 6                  | 195                |
| 8                                      | Pipo Derani            | 9                  | 1                  | Ret                | 2                  | 6                  | 7                  | Ret                | 5                  | 9                  | 8                  | 7                  | 9                  | 1                  | Ret                | Ret                | 16                 | 21                 | 8                  | C                  | 7                  | Ret                | 7                  | 8                  | 9                  | Ret                | 11                 | 7                  | 2                  | 5                  | 146                |
| 9                                      | Hannes van Asseldonk   | Ret                | 8                  | Ret                | 4                  | DNS                | 5                  | 11                 | Ret                | 4                  | 5                  | 5                  | Ret                | 10                 | 7                  | 20                 | 10                 | 5                  | 23                 | C                  | 18                 | 4                  | 15                 | 6                  | Ret                | 8                  | 4                  | 5                  | 5                  | 7                  | 132                |
| 10                                     | Nick McBride           | 10                 | 11                 | 9                  | 8                  | 4                  | 9                  | 15                 | 14                 | 8                  | 9                  | 10                 | 7                  | 7                  | 6                  | 13                 | 24                 | 15                 | 18                 | C                  | 15                 | 6                  | 3                  | 15                 | Ret                | 10                 | 12                 | 10                 | 8                  | 10                 | 85                 |
| 11                                     | Fahmi Ilyas            | 6                  | Ret                | 8                  | 9                  | 10                 | 10                 | 9                  | 15                 | Ret                | 10                 | 8                  | 11                 | 5                  | 10                 | Ret                | Ret                | 12                 | 21                 | C                  | 21                 | 5                  | Ret                | 10                 |                    |                    |                    |                    |                    |                    | 48                 |
| 12                                     | Geoff Uhrhane          | Ret                | 10                 | 10                 | 12                 | 11                 | Ret                | 16                 | 18                 | Ret                | 11                 | 12                 | 10                 | 11                 | 8                  | 12                 | 15                 | Ret                | 15                 | C                  | Ret                | 9                  | 10                 | 11                 | Ret                | 9                  | 10                 | 11                 | 9                  | 11                 | 35                 |
| 13                                     | Rupert Svendsen-Cook   |                    |                    |                    |                    |                    |                    |                    |                    |                    |                    |                    |                    |                    |                    |                    |                    |                    |                    |                    |                    |                    |                    |                    | 6                  | 5                  | 9                  | 9                  | 7                  | 9                  | 24                 |
| Pilotes invités inéligibles aux points |                        |                    |                    |                    |                    |                    |                    |                    |                    |                    |                    |                    |                    |                    |                    |                    |                    |                    |                    |                    |                    |                    |                    |                    |                    |                    |                    |                    |                    |                    |                    |
|                                        | Raffaele Marciello     |                    |                    |                    |                    |                    |                    | 1                  | 1                  |                    |                    |                    |                    |                    |                    | 22                 | 17                 | 1                  | 11                 | C                  | 14                 |                    |                    |                    |                    |                    |                    |                    |                    |                    | 0                  |
|                                        | Daniel Juncadella      |                    |                    |                    |                    |                    |                    | Ret                | 4                  |                    |                    |                    |                    |                    |                    | DSQ                | 11                 | 2                  | 2                  | C                  | 8                  |                    |                    |                    |                    |                    |                    |                    |                    |                    | 0                  |
|                                        | William Buller         |                    |                    |                    |                    |                    |                    |                    |                    |                    |                    |                    |                    |                    |                    | 2                  | 5                  | 18                 |                    |                    |                    |                    |                    |                    |                    |                    |                    |                    |                    |                    | 0                  |
|                                        | Tom Blomqvist          |                    |                    |                    |                    |                    |                    | 13                 | 21                 |                    |                    |                    |                    |                    |                    | 10                 | 6                  | 7                  | 10                 | C                  | 2                  |                    |                    |                    |                    |                    |                    |                    |                    |                    | 0                  |
|                                        | Emil Bernstorff        |                    |                    |                    |                    |                    |                    | Ret                | 13                 |                    |                    |                    |                    |                    |                    | 3                  | Ret                | 4                  | 17                 | C                  | 10                 |                    |                    |                    |                    |                    |                    |                    |                    |                    | 0                  |
|                                        | Pascal Wehrlein        |                    |                    |                    |                    |                    |                    | Ret                | 9                  |                    |                    |                    |                    |                    |                    | 7                  | 3                  | Ret                | 14                 | C                  | 12                 |                    |                    |                    |                    |                    |                    |                    |                    |                    | 0                  |
|                                        | Felix Rosenqvist       |                    |                    |                    |                    |                    |                    | 4                  | 6                  |                    |                    |                    |                    |                    |                    | 6                  | 4                  | 14                 | 9                  | C                  | Ret                |                    |                    |                    |                    |                    |                    |                    |                    |                    | 0                  |
|                                        | Michael Lewis          |                    |                    |                    |                    |                    |                    | 10                 | 11                 |                    |                    |                    |                    |                    |                    | Ret                | 13                 | 8                  | 7                  | C                  | 5                  |                    |                    |                    |                    |                    |                    |                    |                    |                    | 0                  |
|                                        | Sven Müller            |                    |                    |                    |                    |                    |                    | 12                 | 10                 |                    |                    |                    |                    |                    |                    | 9                  | Ret                | 11                 | 12                 | C                  | Ret                |                    |                    |                    |                    |                    |                    |                    |                    |                    | 0                  |
|                                        | Andrea Roda            |                    |                    |                    |                    |                    |                    | 19                 | Ret                |                    |                    |                    |                    |                    |                    | 16                 | 19                 | 13                 | 19                 | C                  | 16                 |                    |                    |                    |                    |                    |                    |                    |                    |                    | 0                  |
|                                        | Lucas Wolf             |                    |                    |                    |                    |                    |                    |                    |                    |                    |                    |                    |                    |                    |                    | Ret                | 20                 | 22                 | 20                 | C                  | 13                 |                    |                    |                    |                    |                    |                    |                    |                    |                    | 0                  |
|                                        | Luís Sá Silva          |                    |                    |                    |                    |                    |                    |                    |                    |                    |                    |                    |                    |                    |                    | 15                 | 18                 | 16                 | 26                 | C                  | 20                 |                    |                    |                    |                    |                    |                    |                    |                    |                    | 0                  |
|                                        | Philip Ellis           |                    |                    |                    |                    |                    |                    |                    |                    |                    |                    |                    |                    |                    |                    | Ret                | 21                 | Ret                |                    |                    |                    |                    |                    |                    |                    |                    |                    |                    |                    |                    | 0                  |
|                                        | Richard Bradley        |                    |                    |                    |                    |                    |                    |                    |                    |                    |                    |                    |                    |                    |                    |                    |                    |                    | 21                 | C                  | Ret                |                    |                    |                    |                    |                    |                    |                    |                    |                    | 0                  |
| Classe débutant                        |                        |                    |                    |                    |                    |                    |                    |                    |                    |                    |                    |                    |                    |                    |                    |                    |                    |                    |                    |                    |                    |                    |                    |                    |                    |                    |                    |                    |                    |                    |                    |
| 1                                      | Spike Goddard          | 11                 | 9                  | 11                 | 11                 | Ret                | 11                 | 17                 | 20                 | 11                 | 14                 | Ret                | 13                 | 13                 | Ret                | 17                 | 22                 | 17                 | 28                 | C                  | 23                 | 10                 | 14                 | 14                 | 10                 | 12                 | 13                 | 14                 | 11                 | 15                 | 426                |
| 2                                      | Duvashen Padayachee    | 12                 | 12                 | 12                 | Ret                | 12                 | 12                 | DNS                | 17                 | 12                 | 13                 | 11                 | Ret                | 14                 | 12                 | 21                 | 23                 | 20                 | 25                 | C                  | 24                 | 11                 | 13                 | 16                 | 12                 | 11                 | 14                 | 15                 | 13                 | 14                 | 377                |
| 3                                      | Adderly Fong           |                    |                    |                    |                    |                    |                    |                    |                    |                    |                    |                    | 12                 | 12                 | 11                 |                    |                    |                    | 27                 | C                  | 17                 | 8                  | 9                  | 12                 |                    |                    |                    |                    |                    |                    | 161                |
| 4                                      | Pedro Pablo Calbimonte |                    |                    |                    |                    |                    |                    |                    |                    |                    |                    |                    |                    |                    |                    |                    |                    |                    | 29                 | C                  | 22                 | Ret                | 12                 | 13                 | 11                 | Ret                | 15                 | 13                 | 12                 | 13                 | 125                |
| 5                                      | Hywel Lloyd            |                    |                    |                    |                    |                    |                    |                    |                    |                    |                    |                    |                    |                    |                    |                    |                    |                    |                    |                    |                    |                    |                    |                    |                    |                    |                    | 12                 | 10                 | 12                 | 61                 |
| Pilotes invités inéligibles aux points |                        |                    |                    |                    |                    |                    |                    |                    |                    |                    |                    |                    |                    |                    |                    |                    |                    |                    |                    |                    |                    |                    |                    |                    |                    |                    |                    |                    |                    |                    |                    |
|                                        | Sandro Zeller          |                    |                    |                    |                    |                    |                    | 18                 | 16                 |                    |                    |                    |                    |                    |                    | 11                 | 12                 | 23                 | 22                 | C                  | 25                 |                    |                    |                    |                    |                    |                    |                    |                    |                    | 0                  |
| Pos.                                   | Pilote                 | OUL                | OUL                | OUL                | MNZ                | MNZ                | MNZ                | PAU                | PAU                | ROC                | ROC                | ROC                | BRH                | BRH                | BRH                | NOR                | NOR                | NOR                | SPA                | SPA                | SPA                | SNE                | SNE                | SNE                | SIL                | SIL                | SIL                | DON                | DON                | DON                | Pts.               |

| Couleur | Résultat                     |
| ------- | ---------------------------- |
| Or      | Vainqueur                    |
| Argent  | 2e place                     |
| Bronze  | 3e place                     |
| Vert    | Terminé, dans les points     |
| Bleu    | Terminé, pas dans les points |
| Violet  | Abandon (Ab.) ou (Ret)       |
| Violet  | Non classé (NC)              |
| Rouge   | Pas qualifié (DNQ)           |
| Noir    | Disqualifié (DSQ)            |
| Blanc   | Pas au départ (DNS)          |
| Blanc   | Forfait (WD)                 |
| Blanc   | N'a pas participé (DNP)      |
| Blanc   | Blessé (INJ)                 |
| Blanc   | Exclu (EX)                   |
| Blanc   | Course annulée (C)           |